# Turkowice (Lublin)
Pour les articles homonymes, voir Turkowice.
Turkowice (prononciation : [turkɔˈvit͡sɛ]) est un village polonais de la gmina de Werbkowice dans le powiat de Hrubieszów de la voïvodie de Lublin dans l'est de la Pologne.
Il se situe à environ 10 kilomètres au sud de Werbkowice (siège de la gmina), 20 kilomètres au sud-ouest de Hrubieszów (siège du powiat) et 104 kilomètres au sud-est de Lublin (capitale de la voïvodie).

## Histoire
Au cours de la Seconde Guerre mondiale, en mars 1944, Turkowice a été l'un des centaines de lieux attaqués par des partisans polonais dans des actes de nettoyage ethnique contre la population de souche ukrainienne. 80 villageois ont été sauvagement assassinés et 150 maisons détruites.
De 1975 à 1998, le village est attaché administrativement à la voïvodie de Zamość. Depuis 1999, il fait partie de la voïvodie de Lublin.